# 기시다 히로키
기시다 히로키(일본어: 岸田 裕樹, 1981년 6월 7일 ~ )는 일본의 전 축구 선수이다.

## 구단 경력
과거 비셀 고베, YKK AP, 파지아노 오카야마에서 활동하였다.